# Hellas Verona Football Club
L'Hellas Verona Football Club, meglio noto come Hellas Verona o più semplicemente Verona, è una società calcistica italiana con sede nella città di Verona. Milita in Serie A, la massima divisione del campionato italiano.
Fondata nel 1903 con il nome di Associazione Calcio Hellas, dall'istituzione della Serie A a girone unico (1929) è stata l'unica squadra di una città non capoluogo di regione a vincere, nella stagione 1984-85, il campionato di massima serie. Proprio gli anni 80 del XX secolo sono stati il periodo di maggiori soddisfazioni sportive per il club, che arrivò anche due volte consecutive (delle tre complessive) in finale di Coppa Italia, disputando inoltre diverse partite nelle coppe europee (con una partecipazione alla Coppa dei Campioni e due alla Coppa UEFA). I gialloblù hanno partecipato a 34 campionati di Serie A, 53 di Serie B e 6 di Serie C/C1; la compagine scaligera è inoltre la seconda (alle spalle del Brescia ed appaiata al Modena) per presenze nel campionato cadetto, torneo che ha vinto in tre occasioni. Occupa il tredicesimo posto nella graduatoria della tradizione sportiva italiana secondo i criteri della FIGC.
I colori sociali del Verona, il giallo e il blu, richiamano quelli dello stemma della città veneta, che sono in realtà l'oro e l'azzurro. I soprannomi della squadra sono "i Mastini" e "gli Scaligeri", in riferimento alla famiglia Della Scala che governò Verona tra il XIII e il XIV secolo; lo stemma araldico degli Scaligeri è richiamato sulla tenuta di gioco e sul marchio societario come un'immagine stilizzata di due possenti mastini rivolti in direzioni opposte.

## Storia

### Dalla nascita agli anni '60

Gli studenti del Maffei che nel 1903 fondarono l'Associazione Calcio Hellas

Nella primavera del 1903 un gruppo di studenti del liceo classico "Scipione Maffei" di Verona fondò una squadra di calcio e, su proposta del professor Decio Corubolo, insegnante di greco, la battezzò Associazione Calcio Hellas, a ricordare l'antica Ellade, ovvero l'odierna Grecia; primo presidente venne eletto il conte Fratta Pasini, con un fondo associativo pari a 32 lire. Nel 1919, dopo la prima guerra mondiale, l'Hellas assunse la denominazione Football Club Hellas Verona, accogliendo, per fusione, la società minore denominata Verona.
All'avvio della Serie A a girone unico la squadra, che un anno prima aveva incorporato, per fusione, due rivali veronesi, Bentegodi e Scaligera, assumendo la denominazione A.C. Verona, partì dal campionato di Serie B, in seguito al brutto piazzamento (12º posto) ottenuto l'anno precedente nella Divisione Nazionale, che impedì al club di iscriversi alla Serie A. Al suo debutto nel campionato cadetto (1929-1930) chiuse con un incoraggiante sesto posto, con 7 punti di distacco dal Legnano promosso nella massima serie.
Nel 1941, mentre imperversava il secondo conflitto mondiale, il Verona, dopo un decennio interamente trascorso in serie B, affrontò uno dei suoi peggiori momenti storici, retrocedendo in Serie C. I gialloblù riuscirono però a risalire abbastanza in fretta, nel giro di due sole stagioni (1943).
Dopo essere tornato nella categoria superiore, il Verona iniziò un lungo periodo in Serie B, finché, dopo quattordici anni, vinse il suo primo campionato di Serie B: infatti, nel 1957 i gialloblù, allenati da Angelo Piccioli (secondo allenatore più presente sulla panchina scaligera con 225 panchine, dietro al solo Osvaldo Bagnoli), furono i protagonisti del torneo e, pareggiando in casa con il Como per 1-1 nell'ultima giornata, ottennero il punto decisivo per la tanto agognata promozione.
Il Verona restò in Serie A una sola stagione (1957-1958): a un ottimo girone di andata che vide i gialloblù girare la boa alla rassicurante quota di 18 punti in 17 partite, seguì infatti un disastroso girone di ritorno che ebbe come epilogo la sconfitta contro il Bari (secondo classificato della Serie B 1957-1958) nel doppio spareggio che determinò la retrocessione della società scaligera in cadetteria.
Nell'estate del 1958 il Verona assorbì un club minore veronese, l'A.S. Hellas, neopromosso in Serie C, in modo da poter riprendere la denominazione di Associazione Calcio Hellas Verona in omaggio alle sue origini. Seguirono quindi dei campionati anonimi, nobilitati però dalla semifinale della Coppa Italia 1963-1964, raggiunta con una vittoria per 1-0 in casa della Juventus.
Nel 1968, dopo un'ambiziosa campagna acquisti, il Verona del neo-presidente Saverio Garonzi, guidato in panchina da Nils Liedholm, riconquistò la categoria esattamente un decennio dopo l'ultima promozione. Il salto di categoria venne guadagnato all'ultima giornata, grazie alla vittoria per 1-0 sul Padova, ma soprattutto alla vittoria in trasferta in rimonta (1-2) contro la diretta concorrente Bari, alla penultima.

### Anni '70 e '80

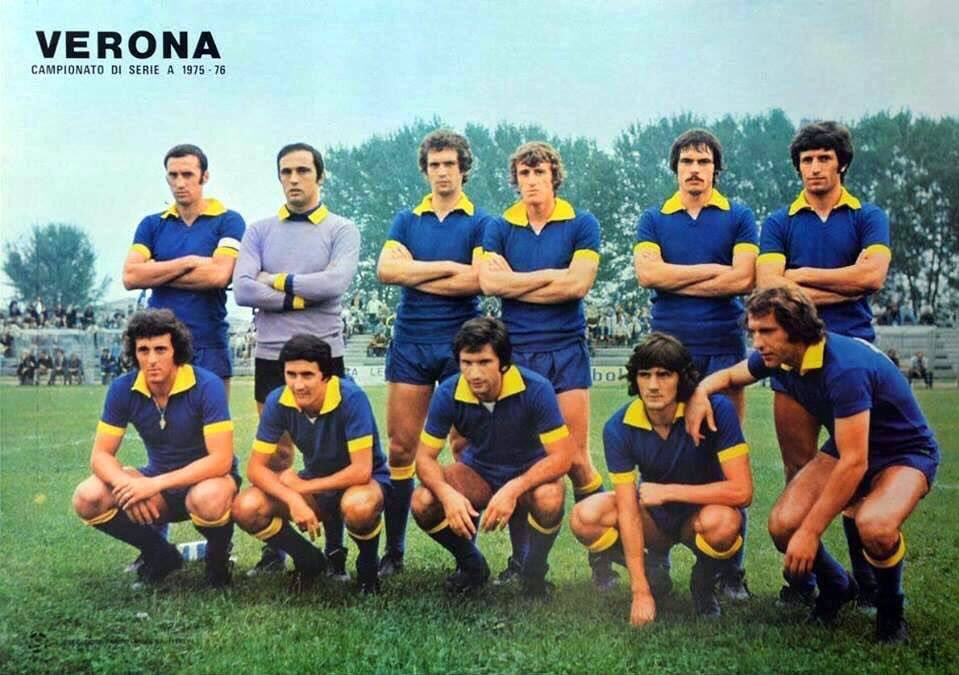
I gialloblù della stagione 1975-76, per la prima volta finalisti di Coppa Italia.

L'Hellas, al ritorno in massima serie dopo la breve avventura in Serie A del 1958, stavolta si salvò con relativa facilità, conducendo una stagione equilibrata chiusa al decimo posto mentre, nelle stagioni successive, riuscì ad inanellare una serie di importanti salvezze in massima serie. Nel 1974 l'Hellas finì la stagione al quartultimo posto, evitando la retrocessione, ma fu declassato in ultima posizione e condannato alla Serie B durante i mesi estivi a causa dello "scandalo della telefonata" in cui furono coinvolti il presidente della squadra Saverio Garonzi e un ex giocatore, Sergio Clerici. Il Verona ritornò comunque subito in Serie A al termine del successivo campionato cadetto (1975).
Nel 1978 la squadra rimase sfortunatamente coinvolta nell'incidente ferroviario di Murazze di Vado. A causa di un disguido aereo legato al maltempo, il club veneto era ricorso al treno per raggiungere la capitale, dov'era in programma la sfida di campionato contro la Roma: i giocatori e lo staff viaggiavano sul primo vagone della "Freccia della Laguna", che in prossimità di Monzuno investì le carrozze dell'espresso Bari-Trieste deragliato pochi secondi prima. Destino volle che, al momento del disastro, la formazione si fosse spostata per il pranzo nella carrozza ristorante in coda al treno, uscendo quasi illesa dall'incidente che contò una quarantina di vittime tra le carrozze scagliate dall'urto nel dirupo sottostante.
Dopo aver disputato dieci campionati su undici in Serie A dal 1968 in poi, il Verona tornò in Serie B nel 1979. In cerca di equilibrio e con un profondo ricambio di proprietà, dirigenti e giocatori, la società rimase bloccata tra i cadetti per due anni, fino a quando la panchina venne affidata a Osvaldo Bagnoli.

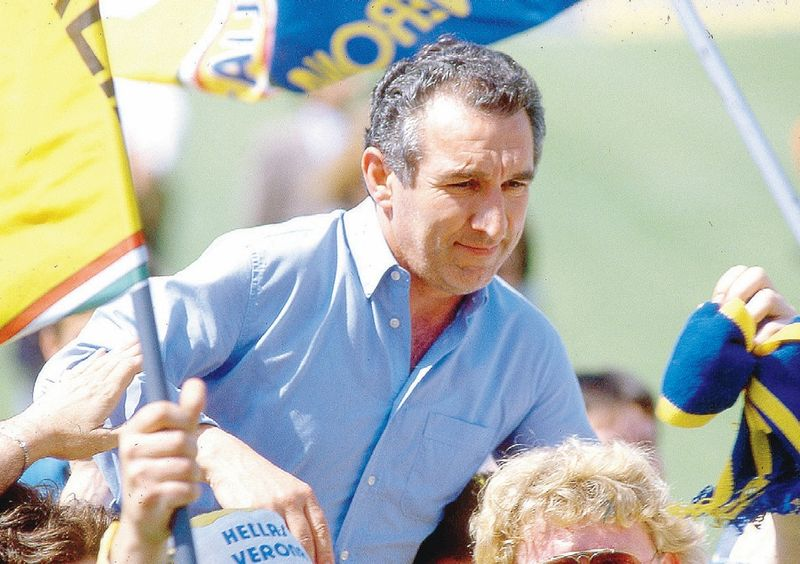
Osvaldo Bagnoli, l'allenatore più presente di sempre sulla panchina scaligera (384 partite).

Con l'arrivo dell'allenatore milanese, già giocatore dell'Hellas, ebbe inizio quello che sarebbe stato il ciclo di vittorie più importante della storia del club scaligero: nella stagione (1981-82) l'Hellas, costruito sull'asse Garella, Tricella, Di Gennaro, Penzo, vinceva il campionato cadetto e costruiva le basi per il suo futuro.
L'anno successivo i gialloblù stupirono tutti e, nel girone di andata della massima serie, contesero a lungo il primo posto della classifica alla Roma, che poi vinse lo scudetto; nella tornata di ritorno vi fu l'inevitabile calo di una formazione costruita senza grosse ambizioni, ma gli scaligeri riuscirono comunque a terminare il campionato al quarto posto, guadagnandosi la qualificazione all'edizione successiva della Coppa UEFA.
Anche nel 1983-84 il Verona fu protagonista di un buon campionato: esattamente come l'anno prima, alla decima giornata era al primo posto in condominio con la Roma e, come l'anno prima, subì una flessione nel girone di ritorno che comportò un comunque discreto piazzamento finale all'ottavo posto.

#### Lo scudetto
Dopo aver concluso due campionati nella parte alta della classifica (e nobilitando entrambe le stagioni con la finale di Coppa Italia) i dirigenti del Verona, aiutati dallo sponsor Canon, decisero di alzare il tiro. Nell'estate del 1984 arrivarono infatti presso la corte scaligera due quotati calciatori stranieri, punti fermi delle rispettive nazionali: il difensore tedesco Hans-Peter Briegel e l'attaccante danese Preben Elkjær Larsen. Al termine della Serie A 1984-85, dopo un campionato condotto in prima posizione dalla prima giornata, il pareggio per 1-1 ottenuto a Bergamo contro l'Atalanta garantì all'Hellas la conquista dello scudetto con un turno di anticipo.
Lo scudetto assunse valore in quanto conseguito da una società non storicamente tra le più blasonate in Italia, in un'epoca in cui il calcio italiano stava iniziando a riaffermarsi a livello internazionale: tre anni prima la Nazionale italiana si era appena laureata campione del mondo al termine di un mondiale nel quale era partita assolutamente senza i favori dei pronostici ed in Italia erano presenti diversi giocatori tra i più forti del mondo, come Michel Platini, Zico, Diego Armando Maradona, Sócrates, Karl-Heinz Rummenigge e Falcão.

Il Verona della stagione 1984-85 celebra lo storico scudetto in uno stadio Bentegodi in festa

Il proprietario Chiampan cercò in tutti i modi di mantenere il Verona ad alti livelli negli anni post-scudetto, ma, a causa della progressiva vendita dei giocatori-chiave che avevano determinato la conquista del campionato dovuta al dissesto economico societario, nella stagione 1989-90 i gialloblù retrocedettero in seguito alla sconfitta contro il Cesena proprio all'ultima giornata, scivolando quindi in Serie B; tale stagione fu anche l'ultima con in panchina Bagnoli, che per l'annata successiva venne sostituito da Eugenio Fascetti.

### Anni '90 e 2000
Nel 1991, nonostante il fallimento della società, i giocatori di Fascetti terminarono comunque il campionato (1990-91) nel migliore dei modi, ottenendo un'insperata promozione in Serie A. La squadra retrocesse però di nuovo la stagione successiva, con diverse giornate di anticipo. Il Verona iniziò così a fare l'altalena tra la massima serie e quella cadetta. Nel 1995 il club acquisì nel frattempo il nome Hellas Verona Football Club, che mantiene ancora oggi (dopo aver usato, nei quattro anni successivi al fallimento, il nome Verona Football Club). Dopo due promozioni (1990-91 con Eugenio Fascetti e 1995-96 con Attilio Perotti) seguite da immediate retrocessioni, la vittoria nel campionato di Serie B nel 1998-99 sotto la guida del rampante Cesare Prandelli (il quale mise insieme quell'anno una striscia di otto vittorie consecutive tra la 6ª e la 13ª giornata, record per la Serie B italiana, che verrà uguagliato da Mandorlini nel 2011-12) sembrò aprire una nuova fase nella storia del club.

Gli scaligeri di ritorno in Serie A nella stagione 1996-97

Il terzo millennio iniziò con gli scaligeri ancora allenati da Prandelli, che, dopo un inizio difficile, avviarono una serie di risultati utili consecutivi nel girone di ritorno, chiudendo il campionato di Serie A 1999-00 al nono posto. L'anno successivo (2001), invece, l'Hellas riuscì a salvarsi solo dopo aver vinto il doppio spareggio contro la Reggina, mentre il campionato 2001-02 si concluse con la retrocessione in seguito alla brutta sconfitta esterna dei veneti contro il Piacenza (3-0). Seguirono alcune annate anonime disputate in cadetteria, con il Verona che non andò oltre a sudate salvezze. La squadrà sfiorò poi il ritorno in massima serie nel 2005, quando concluse la stagione al 7º posto, con un solo punto in meno dell'Ascoli (promosso in Serie A dopo la squalifica del Genoa e i problemi economici di Perugia e Torino).
Nella stagione 2006-07 la crisi del Verona si acuì ulteriormente e la società, che aveva terminato il campionato nelle zone basse della classifica, dovette disputare i play-out contro lo Spezia, nei quali ebbe la peggio (sconfitta per 2-1 a La Spezia e 0-0 a Verona), retrocedendo in Serie C dopo sessantaquattro anni. Nella stagione 2007-08, partito con l'obiettivo di vincere il campionato e di essere "la Juventus della Serie C", il Verona chiuse invece ultimo in classifica a pari punti con il Manfredonia, evitando la retrocessione diretta solo grazie agli scontri diretti a favore; costretto a disputare i play-out contro la Pro Patria, vinse la gara di andata per 1-0 e pareggiò 1-1 al ritorno, riuscendo a salvarsi solo grazie ad un gol segnato dell'uzbeko Zeytulaev in pieno recupero. Nelle due stagioni successive le prestazioni del Verona e la sua situazione societaria migliorarono sensibilmente, tanto che nel 2009-10 la squadra dominò a lungo il campionato, senza però riuscire a fare il salto di categoria; gli scaligeri infatti dilapidarono nella volata finale il vantaggio accumulato e furono sconfitti nella finale play-off dal Pescara (2-2, 0-1).

### Anni 2010
Anche la stagione in cui gli scaligeri riuscirono finalmente a centrare la promozione (2010-11) era iniziata negativamente, tanto che il tecnico Giuseppe Giannini era stato esonerato alla 13ª giornata con la squadra nei bassifondi della classifica. Sotto la guida del nuovo allenatore Andrea Mandorlini, l'Hellas riuscì però a completare un'insperata rimonta che permise di raggiungere il quinto posto (l'ultimo utile per disputare i play-off) nelle ultime giornate di campionato. Gli scaligeri, dopo aver eliminato il Sorrento, conquistarono la loro seconda finale play-off consecutiva e nel doppio confronto riuscirono infine a superare la Salernitana (2-0; 0-1), tornando in cadetteria dopo quattro anni.
Nella stagione 2011-12 i gialloblù, al ritorno in Serie B, disputarono subito un campionato di eccellente livello, chiudendo la stagione regolare al quarto posto, qualificandosi per i play-off e mettendo insieme una striscia di dodici vittorie casalinghe consecutive. In semifinale il Varese si impose però nel doppio confronto, vincendo per 2-0 nella gara di andata e pareggiando al Bentegodi (1-1).
Nella stagione 2012-13, dopo una lunga volata a tre, l'Hellas conquistò il secondo posto con 82 punti, a tre lunghezze dal Sassuolo vincitore del torneo (85), ma soprattutto a due di vantaggio sul Livorno (80); gli scaligeri tornarono così nella massima serie dopo ben undici anni. Il centravanti Daniele Cacia conquistò inoltre il titolo di capocannoniere del campionato con 24 reti (fu il primo giocatore scaligero a riuscire nell'impresa).
Nel campionato di Serie A 2013-2014 il Verona disputò un ottimo girone d'andata, chiuso al sesto posto in classifica, in lotta per l'Europa, con un rinato Luca Toni e la gradita sorpresa di un giovane paraguaiano in prestito dal Porto, Juan Iturbe, risultato la sorpresa del campionato. La squadra lottò fino alla fine della stagione per un posto in Europa League ma chiuse infine al decimo posto, dopo aver eguagliato sia il proprio record di sei vittorie consecutive in casa che quello del maggior numero di successi in una singola stagione di massima serie (16).
Nella stagione 2014-15 il Verona chiuse al tredicesimo posto; Luca Toni si laureò capocannoniere della Serie A con 22 reti, diventando il primo attaccante a fregiarsi di tale titolo con il club scaligero e contemporaneamente il miglior realizzatore di sempre dell'Hellas Verona nel massimo campionato. Durante l'estate, il direttore sportivo Sogliano salutò il Verona dopo tre stagioni e lasciò il posto a Bigon.
Nel campionato 2015-16 un Verona in grave difficoltà e poco incisivo si ritrovò confinato in zona retrocessione per tutta la stagione. A fine novembre la carenza di risultati portò all'esonero di Mandorlini, che lasciò la panchina dopo sei stagioni; al suo posto viene ingaggiato Luigi Delneri. Il cambio di panchina non portò però la svolta nei risultati e l'Hellas retrocedette matematicamente in Serie B con tre giornate di anticipo, dopo tre anni di massima serie, chiudendo la stagione all'ultimo posto con 28 punti e 5 vittorie.
Alla vigilia del campionato 2016-17, l'Hellas, affidato a Fabio Pecchia, venne indicato tra i principali favoriti per la promozione. Nel girone di andata il Verona rispettò le previsioni, laureandosi simbolicamente campione d'inverno, mentre meno esaltante si rivelò la seconda metà della stagione, con i gialloblù che disputarono diverse partite sottotono e persero il primato a favore della rivelazione SPAL, futura vincitrice del torneo. Il Verona riuscì comunque a difendere il secondo posto in classifica, chiudendo a pari punti col Frosinone, ma vincendo poi gli scontri diretti.. Gli scaligeri conquistarono quindi la serie A dopo un solo anno passato tra i cadetti, mentre per la terza volta in cinque anni il titolo di capocannoniere era conquistato da un giocatore scaligero, il centravanti Giampaolo Pazzini. Nella stagione 2017-18 il Verona, guidato dal riconfermato Pecchia, retrocedette in Serie B, concludendo la stagione al penultimo posto con 25 punti, senza mai essere stato davvero in corsa per la salvezza.
Nel successivo campionato di B (2018-19) un Verona indicato nuovamente tra i favoriti deluse molto le attese e, dopo aver chiuso il girone di andata al quarto posto, disputò una seconda parte di stagione ancora più sottotono. A spazientire i tifosi fu anche l'atteggiamento della dirigenza veronese, che, come con Pecchia nella precedente stagione, si ostinò a confermare ad oltranza l'allenatore Fabio Grosso, malgrado le pessime prestazioni della squadra; il direttore sportivo Tony D'Amico arrivò a scagliarsi pubblicamente contro una televisione cittadina, accusandola di diffondere fake news. A sole due giornate dalla fine del campionato, dopo una brutta sconfitta casalinga subita contro il Livorno (2-3) e con la squadra ai margini della zona play-off, la società esonerò Grosso e lo sostituì con Alfredo Aglietti, che accettò un contratto della durata di un mese.. Guidata dal tecnico toscano, la squadra riuscì a battere il Foggia 2-1 all'ultima di campionato, assicurandosi l'accesso ai play-off. Il Verona emerse infine vittorioso dagli spareggi: superò il Perugia nel turno preliminare (4-1 ai supplementari), il Pescara in semifinale (0-0 al Bentegodi, 0-1 all'Adriatico) e, infine, anche il Cittadella: i padovani infatti si imposero con merito nella finale di andata per 2-0, ma in quella di ritorno l'Hellas capovolse la situazione, vincendo con un rotondo 3-0 e riconquistando a sorpresa la serie A; si trattò, nel dettaglio, della decima promozione in massima serie del Verona (la terza dell'era Setti).

### Anni 2020
A dispetto dell'obiettivo raggiunto e della stima che godeva da parte della tifoseria, alla scadenza del contratto Aglietti venne rimpiazzato da Ivan Jurić. La scelta della dirigenza scaligera si rivelò vincente: il tecnico croato, affidandosi sia a giocatori esperti come Veloso e Lazovic, che aveva già allenato al Genoa, che a giovani emergenti come Pessina, Kumbulla, Zaccagni e Amrabat, mantenne la squadra nella parte sinistra della classifica per tutta la stagione 2019-20; il Verona risultò così una delle sorprese del campionato e riuscì a centrare agevolmente l'obiettivo salvezza, chiudendo al nono posto con 49 punti.
I gialloblù centrarono la salvezza anche nella stagione successiva, classificandosi al decimo posto con 45 punti e confermandosi una formazione assai ostica da affrontare; tra gli altri, si misero in luce nel corso della stagione il portiere Silvestri, che già aveva ben impressionato nella stagione precedente, i difensori Lovato e Dimarco, l'esterno di centrocampo Faraoni, spesso chiamato a ricoprire anche il ruolo di capitano, e il trequartista ceco Barak, che, per merito delle sue prestazioni a Verona, rientrò nel giro della propria nazionale.
La stagione 2021-22 si aprì con l'addio di Jurić, che venne rimpiazzato da Eusebio Di Francesco. L'esperienza del tecnico abruzzese sulla panchina gialloblu fu tuttavia assai breve, tanto che l'allenatore venne sollevato dall'incarico dopo sole tre giornate con la squadra a 0 punti. Affidata al croato Igor Tudor che condivideva assai di più lo stile di gioco del connazionale e amico Ivan Jurić ma ben più aggressivo, il Verona disputò un altro ottimo campionato. Trascinata dai gol di Simeone, Caprari e Barak, tutti e tre in grado di arrivare in doppia cifra, la squadra gialloblu concluse infatti la stagione al nono posto, confermandosi per il terzo anno di fila nella prima metà della classifica e totalizzando 53 punti.
A fine anno Tudor si svincolò consensualmente a causa di disaccordi con la dirigenza e all'inizio del campionato 2022-23 venne scelto il giovane fiorentino Gabriele Cioffi: quasi tutti i pezzi grossi furono svenduti in cambio di giovani. Nonostante l'impegno, Cioffi raccolse cinque punti nelle prime nove giornate ritrovandosi terzultimo, venendo quindi esonerato e rimpiazzato dall'ex-vice Salvatore Bocchetti per un mese, durante il quale non riuscì a fare punti, finendo ultimo. Scaduta la deroga, al tecnico partenopeo venne affiancato Marco Zaffaroni mentre alla carica di direttore sportivo tornò Sean Sogliano, il quale riuscì a trovare giocatori rivelatisi cruciali, sebbene parecchio discontinui, per la rimonta salvezza, conquistata a fine stagione dopo uno spareggio sul neutro del Mapei Stadium a discapito dello Spezia, "vendicando" il doppio spareggio di sedici anni prima.
Per la stagione 2023-24, la società si affida a Marco Baroni. La squadra ottiene un buon inizio, salvo poi iniziare a calare nelle successive partite e nel girone di ritorno la società esegue un massiccio calciomercato in uscita vendendo i pezzi pregiati. Nonostante tutto, il tecnico riesce a unire il gruppo e il Verona vince gli scontri diretti con Lecce e Sassuolo; alla penultima giornata vince 1-2 in casa della Salernitana già retrocessa e raggiunta la salvezza per il sesto anno di fila. Il pareggio casalingo contro l'Inter per 2-2 permette al Verona di raggiungere il 13º posto con 38 punti, risultato impensabile dopo il calciomercato invernale.
Nel corso della stagione 2024-2025 la società affida la panchina a Paolo Zanetti e passa in mani straniere, quelle degli statunitensi di Presidio Investors. La squadra disputa un campionato simile al precedente seppur con un rendimento più altalenante, ma ciononostante conquista la salvezza all'ultima giornata in casa dell'Empoli, "vendicando" la sconfitta dell'andata e condannandolo alla retrocessione.

## Cronistoria
Di seguito la cronistoria del club veronese.

## Colori e simboli

### Colori
I colori del Verona sono il giallo e il blu, che richiamano i colori oro e azzurro dello stemma di Verona. La prima divisa mai utilizzata all'atto della fondazione era a quarti bianca e nera, ricalcava i colori della Bentegodi Verona, mentre dal 1909 cominciano ad essere usati i colori attuali; tali divise non furono mai usate nei campionati ufficiali nazionali. Nel corso della sua storia la squadra ha cambiato varie volte lo stile della divisa, alternando maglie con un blu predominante e con dettagli gialli a maglie blu a croce gialla, altre ancora a strisce orizzontali o verticali, oppure bicolori. La divisa da trasferta è generalmente gialla con dettagli blu mentre per la terza divisa è stato usato principalmente il bianco o, talvolta, il nero.
Oltre alle prime due descritte, le divise storiche della società sono quella dell'era Garonzi, le vincitrici dei tre campionati di Serie B, quella dello scudetto e successiva per la Coppa dei Campioni, del 2014-15 con cui Toni vinse il titolo di capocannoniere della Serie A e i play-off di Serie B 2018-19. Di seguito, l'elenco:
| 1903      | 1909      | 1956-1957 | 1968-1981 | 1981-1984 |
| 1984-1985 | 1985-1986 | 1998-1999 | 2014-2015 | 2018-2019 |

### Simboli ufficiali

#### Stemma
All'atto della fondazione nel 1903, l'allora Associazione Calcio Hellas adottò quale stemma uno scudo ovale palato gialloblù, diviso trasversalmente da un cartiglio bianco con l'epigrafe aurea HELLAS; nel campo inferiore era collocato lo stemma araldico cittadino — una croce d'oro in campo azzurro —, il quale in diverse occasioni è apparso in solitaria sulle maglie da gioco, libero da ulteriori orpelli. Durante il ventennio fascista lo stemma fu un rettangolo verticale con il fondo raccordato e diviso in due metà (una blu e una gialla) da una diagonale (dal basso a sinistra all'alto a destra) raffiguranti un littorio e la scala a pioli: sul cartiglio nero sopra al rettangolo vi era la scritta A.C. VERONA.
Nel 1945 subentrò un disegno ben più complesso, sempre su base ovale, che intendeva fondere la simbologia della città con quella della relativa provincia. Lo stemma cittadino era quindi posto in grande evidenza nella parte superiore, affiancandolo alla scala argentea in campo rosso, emblema araldico della dinastia scaligera veronese. Sovrapposta a tali elementi campeggiava la riproduzione aurea della statua equestre di Cangrande della Scala, sormontante un cartiglio con la ragione sociale A.C. VERONA, che serrava superiormente una palatura equamente divisa tra bianconero e gialloblù.
Nel 1965 si passò a un ben più semplice emblema circolare azzurro, in cui tre cerchi concentrici aurei incorniciavano la scala e l'acronimo sociale ACV.
Nel 1984 il patron Ferdinando Chiampan commissionò all’agenzia pubblicitaria Orti Manara la realizzazione di alcuni bozzetti per dotare il club di un nuovo logotipo, che potesse altresì essere apposto stabilmente sulle casacche da gioco. Dopo una selezione di cui si occuparono lo stesso Chiampan, Osvaldo Bagnoli ed Emiliano Mascetti, venne quindi introdotto il simbolo della doppia testa di mastino con disposizione simmetrica a forma di "V", divisa centralmente dalla Scala, racchiuso all'interno di una losanga gialloblù; esso venne portato all'esordio in occasione della partita di campionato contro la Juventus del 18 marzo. Una versione successiva allo scudetto 1984-1985 aggiunse nella cornice della losanga una bandierina tricolore e l'epigrafe VERONA F.C.
Nel 1995 venne recuperato l'ancile palato gialloblù degli albori, ma con un design più complesso: nel cartiglio bianco centrale venne posta l'epigrafe HELLAS VERONA a lettere stampatelle blu; il simbolo dei mastini e della Scala si collocava in capo, mentre nel campo inferiore era collocato lo stemma araldico cittadino. Nel 1999 tale logo venne ristilizzato con una resa cromatica più brillante e con l'aggiunta, tra i due mastini ora colorati in oro, del tricolore italiano.
Dalla stagione 2020-2021 l'identità visiva viene semplificata con la riadozione del solo logo dei mastini e della Scala, seppur riviste nella forma, e all'occorrenza corredato superiormente dalla ragione sociale HELLAS VERONA FC oltreché declinato in monocromia a seconda delle applicazioni.

#### Mascotte
Nel 2018 la società indisse un concorso per creare una mascotte: il 12 dicembre fu presentato Zeno, una scala gialloblù a pioli con occhi, gambe e braccia "cartoonesche" e sul retro il numero 12, in riferimento alla data dello scudetto (12 maggio) oltre a sottolineare il ruolo di dodicesimo uomo, mentre il nome è riferito al Santo patrono cittadino.
Nell'ottobre 2022 fu invece introdotto un mastino antropomorfo ispirato all'animazione del XX secolo con indosso la divisa della squadra, molto simile a Gatton Gattoni del Vicenza. Il club aprì un sondaggio affinché i tifosi scegliessero il nome e vinse "Mastino".

#### Inno
Il club adotta come inno il brano Verona Beat dei Gatti di Vicolo Miracoli. Altro inno ufficioso della squadra è Hellas Army dei Sumbu Brothers.

## Strutture

### Stadio

Il Bentegodi di Verona

L'Hellas Verona inizia a disputare le prime partite interne di campionato nella stagione 1910-1911 inaugurando il 5 febbraio 1911 il campo dello "Stadium" (avente ingresso da via Stimate 6) contro il Vicenza perdendo 0-2 in casa.
Allo Stadium rimane fino all'inizio della stagione 1914-1915 giocando su questo campo solo la prima partita del 4 ottobre 1914 vincendo 2-0 contro l'Udine. La prima partita successiva viene disputata sul nuovo "campo fuori Porta Palio" battendo il Padova 7-2.
Rimasto inattivo durante il periodo bellico, l'Hellas non riprende l'attività sportiva al campo di Porta Palio, ma ne realizza uno nuovo "fuori dalle mura" di Borgo Venezia.
Alla fusione con la Bentegodi, avvenuta all'inizio del campionato di Divisione Nazionale 1928-1929, il campo di Borgo Venezia viene abbandonato dal Verona perché il Comune, dopo aver completamente ristrutturato il vecchio campo di piazza Cittadella lo trasforma nello "Stadio Bentegodi" usufruendo delle facilitazioni finanziarie definite dalla legge per la realizzazione dei campi sportivi del Littorio.
Da allora (1928) il Verona disputa le partite interne al Vecchio Bentegodi fino al 1963, un impianto di 5 000 posti quasi nel centro storico di Verona, successivamente demolito nella seconda metà degli anni 80.
Dallo stesso anno l'Hellas gioca nel nuovo e omonimo Marcantonio Bentegodi: viene all'epoca inaugurato con una capienza di 40 000 spettatori, senza copertura in nessun settore e possiede l'allora usuale pista di atletica. Viene soprannominato dai veronesi "Lo stadio dei quarantamila", alludendo alla capacità considerata esagerata dell'impianto — che però si rivela poi troppo piccolo per contenere le decine di migliaia di tifosi che lo riempiono per tutti gli anni 1980.
Le dimensioni dello stadio aumentano ancora quando, essendo scelto il Bentegodi come uno degli impianti della Coppa del Mondo 1990, viene aggiunto un ulteriore anello: tutte le sezioni vengono dotate di copertura e la viabilità circostante è rinnovata per facilitarvi l'accesso, tuttavia la capienza complessiva dell'impianto rimane quasi invariata per la creazione di vie di fuga, di spazi di sicurezza e per la posa di seggiolini numerati in tutti i settori. L'11 dicembre 2009 viene inaugurata la nuova copertura dello stadio, interamente realizzata con pannelli solari fotovoltaici; si trattava, all'epoca, del più grande impianto fotovoltaico in Italia e tra i primi in Europa realizzato su una struttura sportiva.

## Società
Il club venne fondato nell'ottobre 1903 come associazione con il nome "Associazione Calcio Hellas" e, nei decenni successivi, si fonde con altre realtà calcistiche cittadine cambiando ogni volta denominazione (nel 1919 divenne il "Football Club Hellas Verona" accogliendo per fusione la società minore Football Club Verona, il 1º agosto 1929 "Associazione Calcio Verona" a seguito dell'incorporazione per fusione della ICG & S Marcantonio e nel 1958 assorbì l'Associazione Sportiva Hellas - nata nel 1949 - assumendo il nome "Associazione Calcio Hellas Verona"); nel 1967 l'associazione divenne una società per azioni con la stessa ragione sociale, che sarà dichiarata fallita il 23 febbraio 1991; il ramo d'azienda fu acquistato da una nuova società per azioni, creata il successivo 11 giugno e chiamata "Verona Football Club", che mantenne questo nome fino al termine della procedura fallimentare della precedente società, avvenuto nel 1995, che portò il nuovo sodalizio a potersi richiamare "Hellas Verona Football Club".
La società, avente sede legale in via Olanda 11 a Verona e iscritta alla Camera di Commercio della stessa città, risulta avere, al 2024, 144 dipendenti e un capitale sociale di 3 000 000 euro.
Dal 23 giugno 2012 il club è controllato dall'imprenditore italiano Maurizio Setti, inizialmente come azionista di maggioranza dell'allora proprietario Giovanni Martinelli, e dal marzo del 2013 come proprietario unico; questo controllo è esercitato tramite la società italiana Seven 23 s.r.l., proprietaria del club gialloblù con il 100,00% del capitale, in qualità di socio unico e, a sua volta, riconducibile a Setti attraverso una serie di partecipazioni a cascata di società.
La società gialloblù è inoltre la capogruppo del "Gruppo Hellas Verona Football Club S.p.A.", del quale fa parte anche la controllata (al 100%) Women Hellas Verona s.s.d. a r.l., che si occupa della squadra di calcio femminile. Fino al 17 giugno 2022 faceva parte del gruppo anche la società controllata HV Service s.r.l., che si occupava della gestione del marchio e che, in tale data, è stata incorporazione per fusione con la società capogruppo.
Il club è membro network dell'European Club Association (ECA), organismo privato che rappresenta le società calcistiche a livello europeo e riconosciuto dall'UEFA.

### Organigramma societario
Il governo societario dell'Hellas Verona Football Club S.p.A., al 2023, prevede un sistema tradizionale formato dall'assemblea degli azionisti, da un amministratore unico e dal collegio sindacale. Maurizio Setti ricopre la carica di presidente, in quanto amministratore unico dal 2013 con l'acquisto del club tramite la società controllante Seven 23 s.r.l.. La società prevede anche il titolo nominale di presidente onorario, attribuito dal 20 gennaio 2018 a Osvaldo Bagnoli. Il collegio sindacale, rinnovato il 28 ottobre 2021, è composto da tre membri sempre indicati da Seven 23, dei quali Massimo Santini assume il ruolo di presidente. La società di revisione, scelta anch'essa dai soci quale organo esterno di riesame dei conti, è l'azienda Crowe Bompani S.p.A..
Organigramma aggiornato al 15 gennaio 2025.
- Italo Zanzi - Presidente

Dirigenti
- Simona Gioè - Direttore generale
- Maurizio Setti - Senior Advisor Footbal Operations
- Sean Sogliano - Direttore sportivo

### Sponsor
Di seguito la cronologia di fornitori tecnici del Verona.
- 1903-1979 Non presente
- 1979-1981 Ennerre
- 1981-1987 Adidas
- 1987-1989 Hummel
- 1989-1991 Adidas
- 1991-1995 Uhlsport
- 1995-2000 Erreà
- 2000-2003 Lotto
- 2003-2006 Legea
- 2006-2013 Asics
- 2013-2018 Nike
- 2018-2023 Macron
- 2023- Joma

### Settore giovanile
Il settore giovanile del Verona è formato da quattro squadre maschili partecipanti ai campionati nazionali (Primavera, Allievi Nazionali, Allievi Nazionali B e Giovanissimi Nazionali 2000), due partecipanti a livello regionale (Giovanissimi Regionali e Giovanissimi Professionisti) oltre a due rappresentative di Esordienti e due di Pulcini. Tra i trofei vinti dalle giovanili dell'Hellas vi sono due Campionati Primavera di Serie B (1966-1967 e 1967-1968), un Campionato Primavera 2 (2020-2021) e quattro Tornei Città di Arco (1972, 1973, 1977 e 2013).
Il 15 gennaio 2025 la proprietà del club passa agli statunitensi di Presidio Investors, nella figura del presidente Italo Zanzi.

## Diffusione nella cultura di massa
In ambito cinematografico, il Verona viene citato nel film Ultrà di Ricky Tognazzi (1991): in particolare Principe, il protagonista interpretato da Claudio Amendola tifoso romanista, fa riferimento ad una vittoria fittizia dei capitolini ai danni dei veronesi, sul risultato di 3-2. Viene menzionato anche nel film L'allenatore nel pallone (1984), dove batte 3-0 la Longobarda del protagonista Oronzo Canà, interpretato da Lino Banfi.

## Allenatori e presidenti
Di seguito l'elenco di allenatori e presidenti del Verona dall'anno di fondazione a oggi.
- 1910-1911  Guido Vivi
- 1911-1915  Alberto Masprone
- 1915-1918 campionato sospeso
- 1920-1921  Alessandro Bascheni
- 1921-1922 ...
- 1922-1924  A. Friedmann
- 1924-1925  Ferenc Molnár
- 1925-1926  Imre Schoffer
- 1926-1927 ...
- 1927-1928  Aldo Fagiuoli
 Janos Bekey
- 1928-1929  Alessandro Bascheni
- 1929-1932  András Kuttik
- 1932-1933  Ferruccio Pallotta
 Rudolf Stanzel
- 1933-1934  Janos Bekey
- 1934-1935  Egidio Chiecchi
- 1935-1936  Carlo Capra
- 1936-1938  János Vanicsek
- 1938-1939  János Vanicsek
 Giovanni Chiecchi
- 1939-1940  Sándor Peics
 Giovanni Chiecchi
- 1940-1941  Giovanni Chiecchi
- 1941-1942  Karl Stürmer
- 1942-1944  Guido Bosio
- 1944-1946 campionato sospeso
- 1946-1947  János Vanicsek
- 1947-1948  János Vanicsek
 Bruno Biagini
- 1948-1949  Bruno Biagini
- 1949-1950  Laszlo Szekelj
 Bruno Biagini
 Angelo Piccioli
- 1950-1952  Angelo Piccioli
- 1952-1953  Angelo Piccioli
 Gyula Lelovics
- 1953-1954  Luigi Ferrero
- 1954-1955  Luigi Ferrero
 Angelo Piccioli
 Federico Allasio
- 1955-1956  Federico Allasio
 Angelo Piccioli
- 1956-1957  Angelo Piccioli
- 1957-1958  Angelo Piccioli
 Luigi Bonizzoni
 Guido Tavellin
- 1958-1959  Vinicio Viani
 Guido Tavellin
- 1959-1960  Guido Tavellin
 Aldo Olivieri
- 1960-1961  Aldo Olivieri
 Romolo Bizzotto
- 1961-1962  Bruno Biagini
- 1962-1963  Guido Tavellin
 Carlo Facchini
- 1963-1964  Carlo Facchini
 Bruno Biagini
- 1964-1965  Giancarlo Cadé
- 1965-1966  Omero Tognon
- 1966-1967  Omero Tognon
 Nils Liedholm
- 1967-1968  Nils Liedholm
- 1968-1969  Giancarlo Cadé
- 1969-1970  Renato Lucchi
- 1970-1971  Renato Lucchi
 Ugo Pozzan
- 1971-1972  Ugo Pozzan
- 1972-1974  Giancarlo Cadé
- 1974-1975  Giancarlo Cadé
 Luigi Mascalaito
- 1975-1978  Ferruccio Valcareggi
- 1978-1979  Luigi Mascalaito
 Giuseppe Chiappella
- 1979-1980  Fernando Veneranda
- 1980-1981  Giancarlo Cadé
- 1981-1990  Osvaldo Bagnoli
- 1990-1991  Eugenio Fascetti
- 1991-1992  Eugenio Fascetti
 Nils Liedholm
- 1992-1993  Edoardo Reja
- 1993-1995  Bortolo Mutti
- 1995-1996  Attilio Perotti
- 1996-1997  Luigi Cagni
- 1997-1998  Luigi Cagni
 Sergio Maddè
- 1998-2000  Cesare Prandelli
- 2000-2001  Attilio Perotti
- 2001-2003  Alberto Malesani
- 2003-2004  Sandro Salvioni
 Sergio Maddè
- 2004-2006  Massimo Ficcadenti
- 2006-2007  Massimo Ficcadenti
 Gian Piero Ventura
- 2007-2008  Franco Colomba
 Maurizio Sarri
 Davide Pellegrini
- 2008-2009  Gian Marco Remondina
- 2009-2010  Gian Marco Remondina
 Giovanni Vavassori
- 2010-2011  Giuseppe Giannini
 Andrea Mandorlini
- 2011-2015  Andrea Mandorlini
- 2015-2016  Andrea Mandorlini
 Luigi Delneri
- 2016-2018  Fabio Pecchia
- 2018-2019  Fabio Grosso
 Alfredo Aglietti
- 2019-2021  Ivan Jurić
- 2021-2022  Eusebio Di Francesco
 Igor Tudor
- 2022-2023  Gabriele Cioffi
 Salvatore Bocchetti
 Marco Zaffaroni
- 2023-2024  Marco Baroni
- 2024-  Paolo Zanetti

- 1903-1908  Carlo Fratta Pasini
- 1908-1910  Alberto Masprone
- 1910-1912  Valerio Valeri
- 1912-1915  Bellini Carnesali
- 1915-1918 campionato sospeso
- 1918-1923  Carlo Fratta Pasini
- 1923-1924  Lonardi Cesare
- 1924-1926  Bonomi Da Monte
- 1926-1928  Narciso Vanzo
- 1928-1930  Emilio Tiberghien
- 1930-1934  Giulio Dall'Ora
- 1934-1935  Tiziano Fraccaroli
- 1935-1938  Giovanni Turco
- 1938-1942  Luciano Carteri
- 1942-1944  Luigi Polettini
- 1944-1946 campionato sospeso
- 1946-1953  Giovanni Chiampan
- 1953-1958  Giorgio Mondadori
- 1958-1959  Francesco Fagiuoli
- 1959-1961  Gerardo Girardi
- 1961-1962  Giuseppe Arcaroli
- 1962-1964  Bruno Albarelli
- 1964-1965  Saverio Garonzi
- 1965-1967  Carlo Bonazzi
- 1967-1979  Saverio Garonzi
- 1979-1980  Giuseppe Brizzi
- 1980-1986  Celestino Guidotti
- 1986-1990  Ferdinando Chiampan
- 1990-1991  Ferdinando Chiampan e  Angelo Di Palermo
- 1991-1992  Stefano Mazzi
- 1992-1995  Mario Ferretto
- 1995-1998  Alberto Mazzi
- 1998-2003  Giambattista Pastorello
- 2003-2004  Giambattista Pastorello e  Pietro Arvedi d'Emilei
- 2004-2006  Giambattista Pastorello
- 2006-2007  Sergio Puglisi Maraja
- 2007-2008  Pietro Arvedi d'Emilei
- 2008-2009  Nardino Previdi e  Giovanni Martinelli
- 2009-2012  Giovanni Martinelli
- 2012-2025  Maurizio Setti
- 2025-  Italo Zanzi

## Palmarès

### Competizioni nazionali
- Campionato italiano: 1

1984-1985

### Competizioni giovanili
- Campionato Primavera: 2  (Serie B)

1966-1967, 1967-1968
- Campionato Primavera 2: 1

2020-2021 (girone A)
- Torneo Città di Arco: 4

1972, 1973, 1977, 2013

### Altre competizioni
- Serie B: 3

1956-1957, 1981-1982, 1998-1999

### Onorificenze
- Stella d'oro al Merito Sportivo: 1975[102]

## Statistiche e record

### Partecipazione ai campionati
La partecipazione del Verona ai campionati di calcio è qui esposta; quello scaligero è uno dei 16 club italiani che hanno sempre militato nelle categorie professionistiche.
| Livello | Categoria                | Partecipazioni | Debutto   | Ultima stagione | Totale |
| ------- | ------------------------ | -------------- | --------- | --------------- | ------ |
| 1º      | Prima Categoria          | 7              | 1910-1911 | 1920-1921       | 50     |
| 1º      | Prima Divisione          | 5              | 1921-1922 | 1925-1926       | 50     |
| 1º      | Divisione Nazionale      | 3              | 1926-1927 | 1928-1929       | 50     |
| 1º      | Serie A                  | 35             | 1957-1958 | 2025-2026       | 50     |
| 2º      | Serie B                  | 53             | 1929-1930 | 2018-2019       | 54     |
| 2º      | Serie B-C Alta Italia    | 1              | 1945-1946 | 1945-1946       | 54     |
| 3º      | Serie C                  | 2              | 1941-1942 | 1942-1943       | 6      |
| 3º      | Serie C1                 | 1              | 2007-2008 | 2007-2008       | 6      |
| 3º      | Lega Pro Prima Divisione | 3              | 2008-2009 | 2010-2011       | 6      |

### Partecipazione alle competizioni UEFA
| Competizione UEFA                          | Partecipazioni | Debutto   | Ultima stagione | Totale |
| ------------------------------------------ | -------------- | --------- | --------------- | ------ |
| Coppa dei Campioni / UEFA Champions League | 1              | 1985-1986 | 1985-1986       | 3      |
| Coppa UEFA / UEFA Europa League            | 2              | 1983-1984 | 1987-1988       | 3      |

### Statistiche di squadra
La squadra ha ottenuto il suo migliore piazzamento, ovvero il primo posto, nella Serie A 1984-1985. Altri importanti piazzamenti si hanno nella Serie B 1956-1957, nella Serie B 1981-1982 e nella Serie B 1998-1999, dove la squadra veronese conquista il campionato di Serie B e viene promossa. A livello internazionale, la squadra partecipa alla Coppa dei Campioni 1985-1986, alla Coppa UEFA 1983-1984 e a quella 1987-1988. L'Hellas è inoltre la sedicesima squadra che ha totalizzato il maggior numero di punti nella storia del campionato di Serie A.

### Statistiche individuali

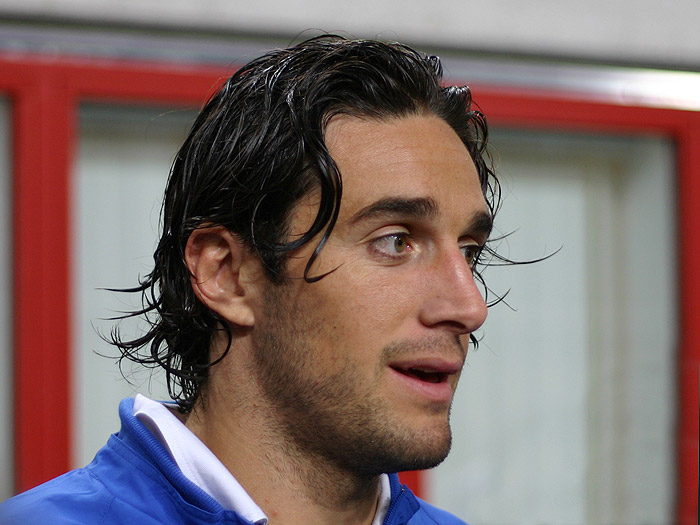
Luca Toni, migliore goleador scaligero in massima serie.

L'italiano Luigi Bernardi è il recordman di presenze assolute in maglia gialloblù, con 337 partite disputate a cavallo degli anni 1920 e 1930. Per quanto riguarda i goleador, l'oriundo verdeoro Arnaldo Porta detiene da oltre 80 anni il titolo di miglior cannoniere assoluto del Verona, grazie alle 74 reti siglate dagli anni 1910 agli anni 1930. È seguito a ruota dal primo azzurro, Sergio Sega, fermatosi a quota 71 marcature (in due spezzoni di carriera) nel secondo dopoguerra. Ancora un brasiliano, Adaílton, detiene il primato di gol per uno straniero, con le 52 segnature messe a segno a cavallo degli anni 1990 e 2000. In campo continentale, capocannoniere dell'Hellas nelle coppe europee è il danese Preben Elkjær, grazie ai 9 gol realizzati in 11 partite giocate, nelle file dei gialloblù, tra Coppa UEFA e Coppa dei Campioni.
Limitatamente alla Serie A il più presente coi colori gialloblù è Emiliano Mascetti a quota 232, mentre il più prolifico è Luca Toni, capace di siglare 48 reti dal 2013 al 2016; coi 22 centri della stagione 2014-2015, è inoltre il miglior marcatore scaligero in un singolo torneo di massima serie nonché il primo giocatore del Verona a vincere il titolo di capocannoniere della Serie A. Il danese Elkjær è il maggior marcatore straniero dell'Hellas in massima categoria, in virtù dei 32 gol siglati dal 1984 al 1988. Daniele Cacia, con le 24 reti siglate nel campionato di Serie B 2012-2013, detiene il record assoluto di marcature in una singola stagione con la maglia gialloblù.
Di seguito i record presenze e marcature dei giocatori del Verona dall'anno di fondazione a oggi in ogni competizione ufficiale, coppe incluse.
| Record di presenze - 337 Luigi Bernardi (1927-1939) - 328 Emiliano Mascetti (1967-1973, 1975-1980) - 324 Roberto Tricella (1979-1987) - 314 Rafael (2007-2016) - 262 Pio Gorretta (1929-1933, 1934-1940) - 260 Vincenzo Italiano (1996-2005, 2005-2007) - 258 Antonio Di Gennaro (1981-1988) - 256 Sergio Maddè (1967-1970, 1973-1978) - 253 Paolo Sirena (1969-1977) - 243 Giancarlo Savoia (1960-1961, 1962-1970) | Record di reti - 74 Arnaldo Porta (1914-1930) - 73 Sergio Sega (1946-1952, 1954-1955) - 58 Guido Tavellin (1939-1946, 1949-1950) - 52 Adaílton Martins Bolzan (1999-2006) - 51 Egidio Chiecchi (1921-1927) - 51 Luca Toni (2013-2016) - 50 Giampaolo Pazzini (2015-2018, 2018-2020) - 49 Mario Patuzzi (1929-1932, 1934-1935) - 48 Preben Elkjær (1984-1988) - 46 Emiliano Mascetti (1967-1973, 1975-1980) - 46 Juan Gómez Taleb (2008-2010, 2011-2017) |

## Tifoseria
Secondo un'indagine condotta e pubblicata annualmente da due società specializzate in sondaggi e ricerche di mercato, la StageUp e la Ipsos, al 2023 la squadra poteva contare in Italia su un seguito stimato in circa 195 000 tifosi, un dato in leggero calo rispetto alle rilevazioni degli anni precedenti.

### Storia

I tifosi dell'Hellas durante la festa per lo scudetto 1984-1985

La nascita delle "Brigate Gialloblu" avviene il 30 novembre 1971, presso il Bar Olimpia di Borgo Venezia. Come la maggioranza degli altri gruppi di tifosi organizzati, nascono come apolitiche e i primi scontri di rilievo si hanno nel 1973 proprio con tifoserie apertamente schierate come quella bolognese. La svolta nello stile del tifo si ha nel 1976, quando i brigatisti stringono la storica amicizia con i tifosi del Chelsea iniziando a esporre allo stadio l'ancora oggi consueta Union Jack. Gruppi con connotazione di destra ("Gioventù Scaligera", "Verona Front", "Hellas Army") o di sinistra ("Rude Boys") coesistevano nelle "Brigate Gialloblu" rispettandosi reciprocamente.
Nella seconda metà degli anni 1970, con l'aumentare della matrice politica in molti gruppi ultras tra cui le stesse Brigate e con la stipulazione della maggior parte dei gemellaggi e delle rivalità presenti ancor oggi tra tutte le tifoserie, i tafferugli e gli scontri tra tifosi si moltiplicano. I tifosi del Verona, in seguito a episodi come il "saccheggio" di Brescia del dicembre 1986, finiscono nell'occhio del ciclone per non uscirne mai più. In seguito al ripetersi di incidenti e di tafferugli con l'intromissione sempre più insistente delle forze dell'ordine, il gruppo delle Brigate decide di sciogliersi il 14 novembre 1991 e passa il testimone alla Curva Sud. Lo scioglimento delle Brigate non intaccò minimamente la passione e l'entusiasmo dei tifosi gialloblù che rimangono ad applaudire la squadra anche dopo la retrocessione in Serie C1 del 2007. In quell'occasione per tutta la durata dei festeggiamenti dei tifosi e dei giocatori dello Spezia (risultati vincitori nel doppio confronto) la Curva dell'Hellas rimane piena, a intonare cori di sostegno e di appartenenza.
Dall'autoscioglimento delle Brigate iniziò un periodo di sbando per la curva scaligera. A metà anni 90 riottenne identità grazie alla Banda Loma, sigla che tuttavia perse consistenza nel decennio successivo, sicché la Curva rimase senza un gruppo di riferimento. A partire dal 2019 tale titolo è stato conteso tra Hellas Army e Hell (nato con il nome di Inferno Gialloblù); quest'ultimo è stato estromesso dalla Sud nel 2023 a causa dell'arresto di una dozzina di suoi membri, accusati di aver spacciato cocaina durante le gare interne del 2022-23. Dalla stagione 2024-25 Hellas Army ha iniziato a esporre la propria pezza anche nelle gare casalinghe, prendendo di fatto il comando della Sud.

### Gemellaggi e rivalità
I tifosi del Verona sono gemellati con i sostenitori della Fiorentina. Un gemellaggio molto sentito, uno tra i primi nella storia del calcio italiano. Altro gemellaggio della Curva Sud veronese è quello con i tifosi della Sampdoria sancito il 6 maggio 1973, dopo gli scontri di Genova del 30 dicembre 1972. Poi vi è un gemellaggio con la Triestina che risale agli anni 1970 ed è molto sentito da entrambe le tifoserie, a causa delle forti convergenze delle due curve. Ci sono poi ottimi rapporti ma non un vero e proprio gemellaggio con la tifoseria della Lazio, anch'essa gemellata con quella della Triestina.

Una sfida tra Verona e Vicenza nel campionato 1978-1979: quella con i corregionali è la rivalità storicamente più sentita da parte del tifo gialloblù.

A livello internazionale le amicizie più importanti sono quelle con i supporters del Kaiserslautern, con reciproca esposizione di striscioni, e con gli Headhunters del Chelsea, risalente alla seconda metà degli anni 1970 quando ad alcuni membri delle Brigate è concesso di esporre il loro striscione nella temuta Shed dei tifosi londinesi. Infine, prima degli anni 1990 si avevano anche delle amicizie con i tifosi del Lecce e con gli ora sciolti Boulogne Boys del Paris Saint-Germain.
La rivalità più accesa, per ragioni campanilistiche, è quella con i supporter del Vicenza — una sfida considerata da buona parte del tifo scaligero come un vero e proprio derby, perfino più importante della stracittadina veronese —, match dalla storia infinita essendo la squadra contro cui i gialloblù hanno giocato il maggior numero di incontri ufficiali (93) a partire dal 1911; il primo incontro amichevole tra le due società avvenne già il 29 aprile 1906, sotto un acquazzone a Vicenza e davanti ad «almeno di 500 spettatori che incoraggiavano a gran voce la compagine vicentina». Seguono a ruota quelle con il Brescia, il Napoli, il Torino (ex-gemellaggio, poi dissolto causa ricambio generazionale delle tifoserie che non si sono più trovate d'accordo, nonostante il comune odio per la Juventus e il gemellaggio con la Fiorentina) e il Genoa, a causa dei numerosi scontri avvenuti tra le opposte fazioni nel corso degli anni d'oro del tifo organizzato in Italia; vi sono poi gravi inimicizie con gli ultras della Ternana, del Livorno, del Bologna e del Modena a causa di rivalità sportive che risalgono all'alba del calcio in Italia e anche per via delle visioni politiche totalmente opposte di una parte delle tifoserie; sono ostili anche i rapporti con le tifoserie dell'Udinese, per via dell'amicizia che lega triestini e veronesi e i bianconeri con i vicentini, della Roma, per via dell'amicizia "politica" che lega veronesi e laziali e del Pescara per via del gemellaggio che lega gli abruzzesi ai vicentini. Le rivalità con il Catanzaro, la Reggina e la Salernitana hanno poi toccato tutte e tre il loro apice in altrettanti spareggi vinti dal Verona: uno per la promozione in Serie A disputato a Terni nel 1975 contro il Catanzaro (1-0); un doppio spareggio salvezza per la permanenza in massima serie contro la Reggina nel 2001 (1-0, 2-1) e un doppio spareggio per la promozione in Serie B contro la Salernitana nel 2011 (2-0, 0-1).

I giocatori di Hellas e Chievo discutono a gioco fermo durante il primo derby di Verona mai disputato, il 10 dicembre 1994.

Sono pessimi anche i rapporti con i sostenitori di Milan (a cui il Verona costa 2 scudetti nel 1973 e nel 1990), Inter (ex gemellaggio interrotto bruscamente nel 2001 a causa di dissidi tra le due fazioni) e Juventus (rivalità condivisa con molte altre formazioni della penisola, dalle origini antiche). Altra rivalità molto nota è quella con i tifosi dell'Ascoli causa scontri con gli scaligeri in un incontro amichevole nella capitale picena. Altre rivalità degne di nota, maturate per ragioni sia campalinistiche sia sportive, si hanno infine con Mantova, Venezia, Padova, Atalanta, Cagliari, Palermo, Pisa, Cesena, Perugia e Como, nonché con le principali tifoserie del Meridione d'Italia quali Nocerina, Bari, Taranto, Cosenza, Foggia e Crotone.
Capitolo a parte merita il rapporto fra il Verona e i concittadini del Chievo. Pur condividendo il medesimo territorio d'origine, fino al 2001 non era mai esistita una reale competizione fra i due club: gli scaligeri erano il baluardo attorno al quale era ruotato per quasi tutto il XX secolo il calcio veronese, mentre quella clivense era una piccola realtà di quartiere che fin lì non aveva mai avuto significative esperienze nelle categorie nazionali. Le cose iniziarono a cambiare nella stagione 2001-2002, in coincidenza con l'esordio in Serie A del Chievo: permise innanzitutto al capoluogo veneto di diventare la quinta città italiana (dopo Milano, Roma, Torino e Genova) a poter vantare un derby nel massimo campionato italiano, e inoltre mise per la prima volta sullo stesso piano le due società, ridisegnando le gerarchie fin lì in essere — nonostante l'Hellas rimanga per distacco la prima squadra di calcio in città per seguito di tifosi — e dando il la a una vera e propria rivalità sportiva.

## Organico

### Rosa 2025-2026
Rosa aggiornata al 19 agosto 2025.
| N. |                        | Ruolo | Calciatore                 |
| -- | ---------------------- | ----- | -------------------------- |
| 1  | Italia (bandiera)      | P     | Lorenzo Montipò (capitano) |
| 2  | Inghilterra (bandiera) | D     | Daniel Oyegoke             |
| 3  | Danimarca (bandiera)   | D     | Martin Frese               |
| 4  | Spagna (bandiera)      | C     | Yellu Santiago             |
| 5  | Spagna (bandiera)      | D     | Unai Núñez                 |
| 6  | Argentina (bandiera)   | D     | Nicolás Valentini          |
| 8  | Germania (bandiera)    | C     | Suat Serdar                |
| 9  | Svezia (bandiera)      | A     | Amin Sarr                  |
| 10 | Slovacchia (bandiera)  | C     | Tomáš Suslov               |
| 12 | Croazia (bandiera)     | D     | Domagoj Bradarić           |
| 14 | Capo Verde (bandiera)  | A     | Dailon Livramento          |
| 17 | Brasile (bandiera)     | A     | Giovane                    |
| 18 | Brasile (bandiera)     | C     | Charlys                    |
| 19 | Danimarca (bandiera)   | D     | Tobias Slotsager           |

| N. |                           | Ruolo | Calciatore        |
| -- | ------------------------- | ----- | ----------------- |
| 20 | Cipro (bandiera)          | C     | Grīgorīs Kastanos |
| 21 | Marocco (bandiera)        | C     | Abdou Harroui     |
| 23 | Camerun (bandiera)        | D     | Enzo Ebosse       |
| 24 | Francia (bandiera)        | C     | Antoine Bernede   |
| 25 | Colombia (bandiera)       | A     | Daniel Mosquera   |
| 34 | Italia (bandiera)         | P     | Simone Perilli    |
| 36 | Senegal (bandiera)        | C     | Cheikh Niasse     |
| 39 | Francia (bandiera)        | A     | Mathis Lambourde  |
| 72 | Costa d'Avorio (bandiera) | A     | Junior Ajayi      |
| 80 | Serbia (bandiera)         | C     | Stefan Mitrović   |
| 90 | Italia (bandiera)         | P     | Giacomo Toniolo   |
| 98 | Italia (bandiera)         | P     | Federico Magro    |
|    | Algeria (bandiera)        | D     | Rafik Belghali    |

### Staff tecnico
Staff aggiornato al 2 luglio 2024.
- Paolo Zanetti - Allenatore
- Alberto Bertolini - Allenatore in seconda
- Nicola Beati - Collaboratore tecnico
- Giorgio Panzarasa - Preparatore recupero infortunati
- Alberto Nabiuzzi - Match analyst
- Alessandro Scaia - Preparatore atletico
- Fabio Trentin - Preparatore atletico
- Matthias Castiglioni - Preparatore dei portieri
- Alessandro Mazzola - Team Manager